# Ainaži
Ainaži (pronounciado en letón: aiːnaʒi; en estonio: Heinaste, en alemán: Hainasch) es una villa portuaria en la región Vidzeme de Letonia. Está localizada cerca de la frontera de Estonia en el emplazamiento de una antigua población pesquera livonia. Antes de 1917, se la conocía por el nombre germánico Haynasch (en estonio Heinaste, en ruso, Gainash).

## Etimología
"Ainaži " puede derivar de la palabra estonia hainaste cuyo significado es "camino-heno". Otras posibilidades incluyen palabras livonias como aaina traducido por "heno", o ainagi que significa "aislado o solitario". En la Edad Media, la ciudad se nombraba como Hainasch en alemán.

## Historia
Ainaži existió durante siglos como un pueblo de pescadores de Livonian. La ciudad en sí fue mencionada por primera vez en 1564 y, a lo largo de los siglos, cambió de manos entre varios barones y propiedades.
Ainaži entró en un gran período de crecimiento en la década de 1870 cuando comenzó su historia de construcción naval y navegación.
En el siglo XIX, Vidzeme y Courland estaban cubiertas de vastos bosques de pinos. La posición estratégica de Ainaži en el mar y la proximidad a la madera lo convirtieron en un lugar perfecto para la construcción naval. En 1864 Krišjānis Valdemārs patrocinó la primera escuela naval en Livonia (hoy Letonia), entrenando a jóvenes granjeros estonios y letones para convertirse en capitán de barco gratis. La escuela estuvo en pie durante 50 años hasta que fue destruida en la Primera Guerra Mundial. Con la apertura de la escuela y la industria de la construcción naval, Ainaži creció durante el resto del siglo XIX. Desde 1857 hasta 1913, se construyeron más de 50 embarcaciones en condiciones de navegar en la ciudad, y en 1902 se inauguró un puerto y una estación de tren en funcionamiento. Para la Primera Guerra Mundial, Ainaži era el cuarto puerto más grande de toda Letonia y el principal de Vidzeme, superando a la vecina Salacgrīva. La ciudad también tenía sus propios molinos de viento, una planta procesadora de pescado y un horno de ladrillos.
En la Primera Guerra Mundial Ainaži sufrió graves daños. El puerto quedó arruinado y toda la flota naviera destruida. En febrero de 1919, el ejército estonio expulsó a los alemanes de Ainaži y posteriormente la ocupó. Después de la guerra, Ainaži pasó a formar parte de Letonia después de que sus habitantes votaran por Letonia en un referéndum, las tropas de Estonia permanecieron estacionadas allí hasta 1920 y Estonia conservó la sección norte de la ciudad, la Ikla aldea.
En los años de la República independiente de Letonia (1918-1940), Ainaži se revitalizó. La flota de Ainaži, hundida en la guerra, había atrincherado completamente el puerto y tuvo que ser retirada. Luego se profundizó el puerto y se reconstruyó en 1923 con nuevos rompeolas. En 1930 se construyó el faro de Ainaži.
En la Segunda Guerra Mundial, sin embargo, Ainaži fue destruida de nuevo. Incendiaron la segunda academia naval, bombardearon el puerto y saquearon los almacenes. Aunque el puerto fue parcialmente reconstruido después de la guerra, Ainaži fue eclipsado por la cercana Pärnu, y perdió su fábrica de procesamiento de pescado ante Salacgrīva.
Después de que se restauró la independencia de Letonia en 1991, se construyó una turbina eólica en Ainaži, así como una casa de aduanas en la frontera con Estonia. Hoy en día, el edificio de la escuela naval alberga el Museo de la Escuela Naval de Ainaži (Ainažu jūrskolas muzejs), dedicado a la historia de la escuela y la tradición de la construcción naval a lo largo de la costa de Vidzeme.

## Economía
Las industrias más importantes son la silvicultura, la carpintería y el comercio. Además, su localización en la frontera Letonia-Estonia junto con la autopista internacional E67, también conocida como Vía Báltica, favorece el tránsito/transporte industrial.

## Demografía
La población de Ainaži y las áreas circundantes era de 1.794 personas en 2005, la villa más pequeña de Vidzeme. Los letones conforman el 92% de los habitantes, rusos 3%, estonios 2% y otros 4%. Desde 2004 la población decreció alrededor de un 5.08% (96 habitantes).

## Clima

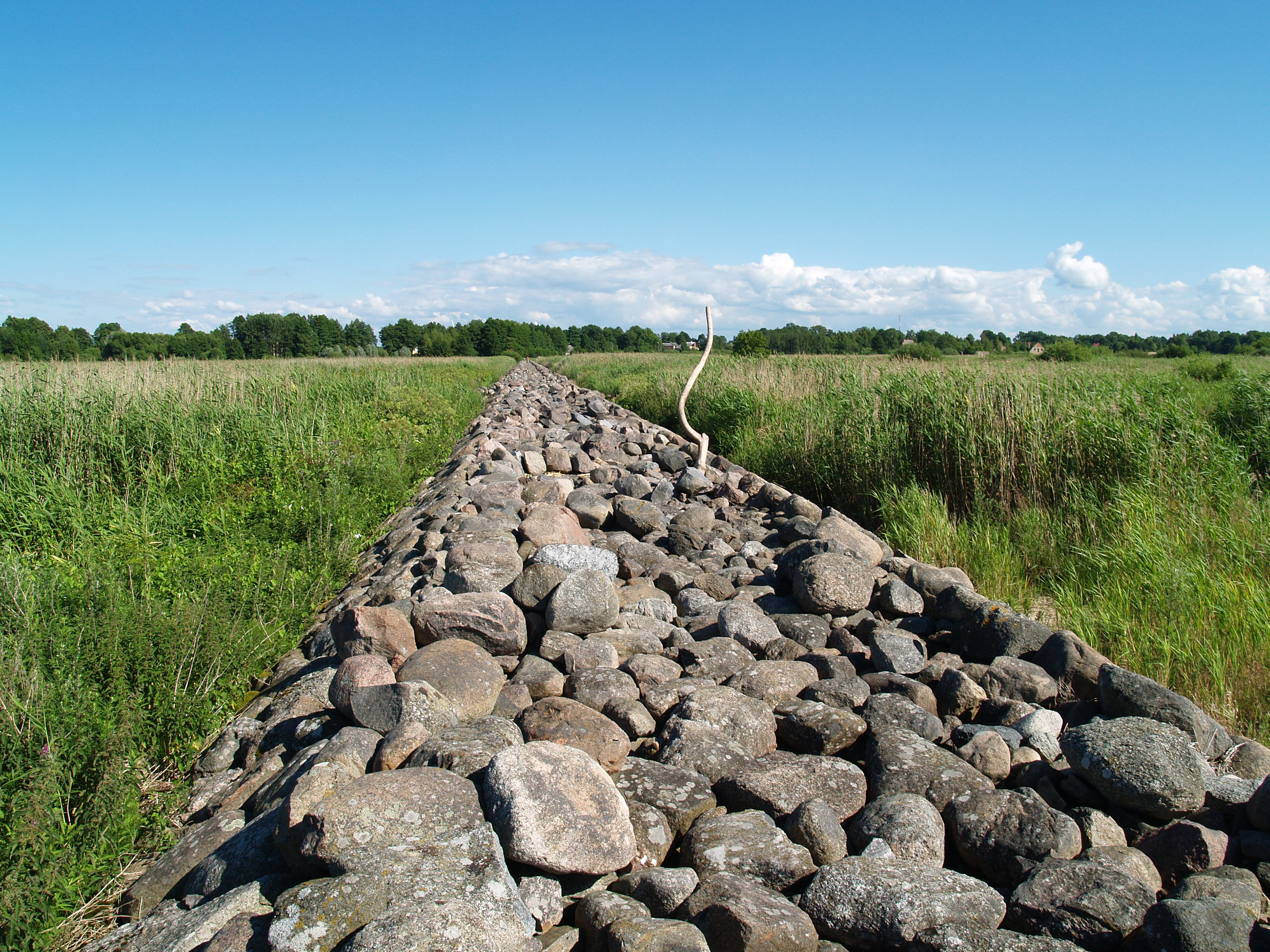
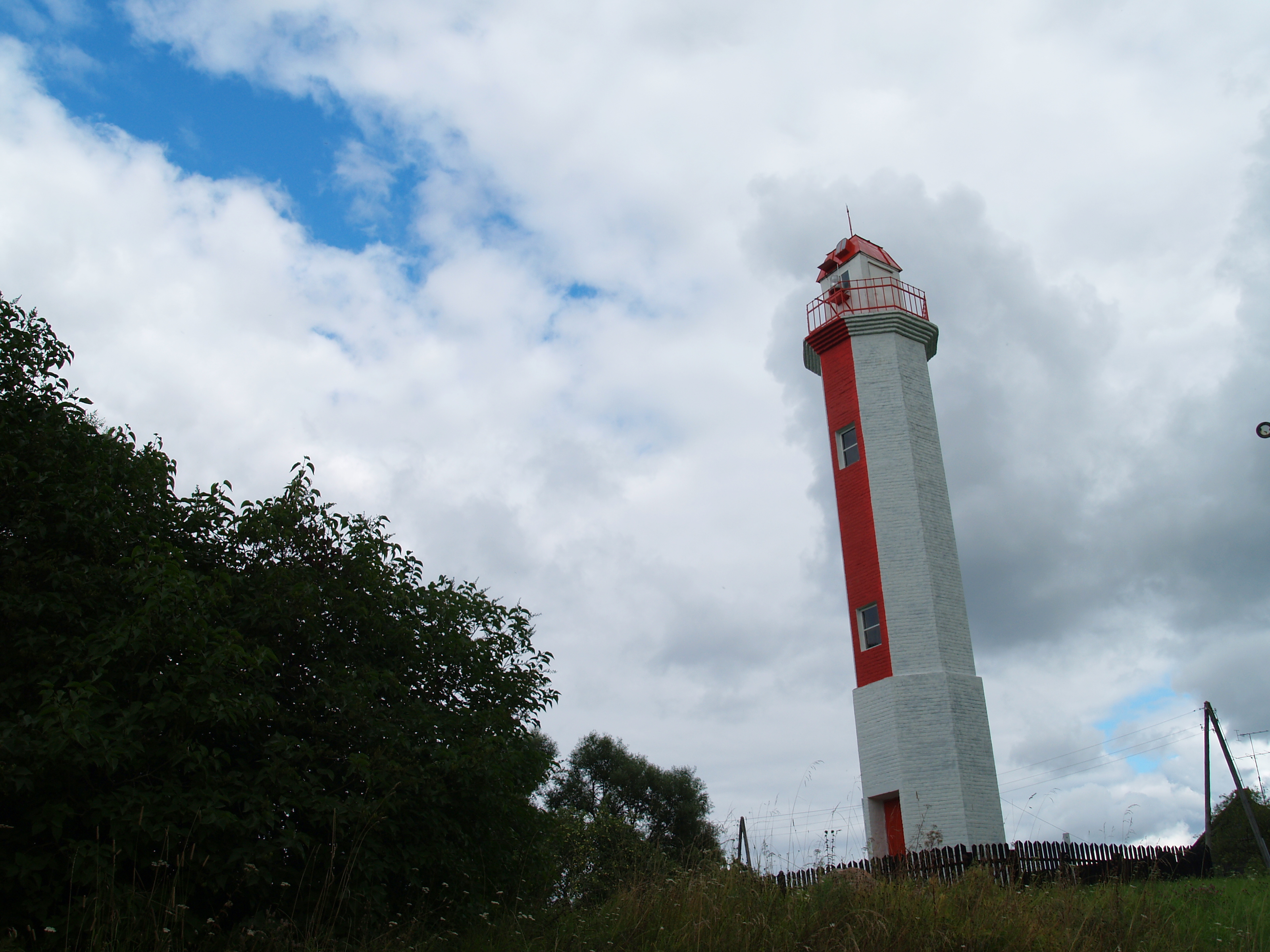
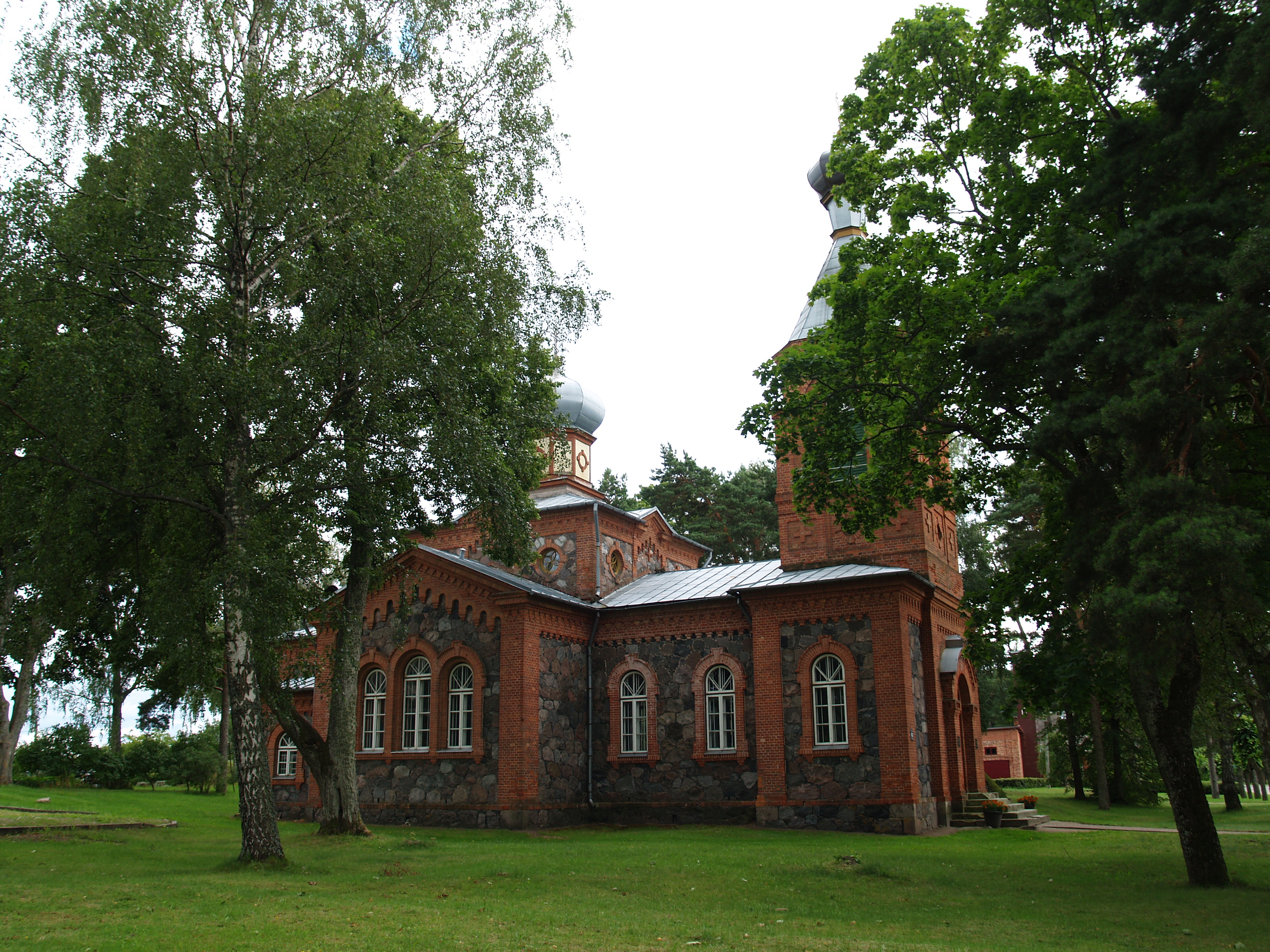
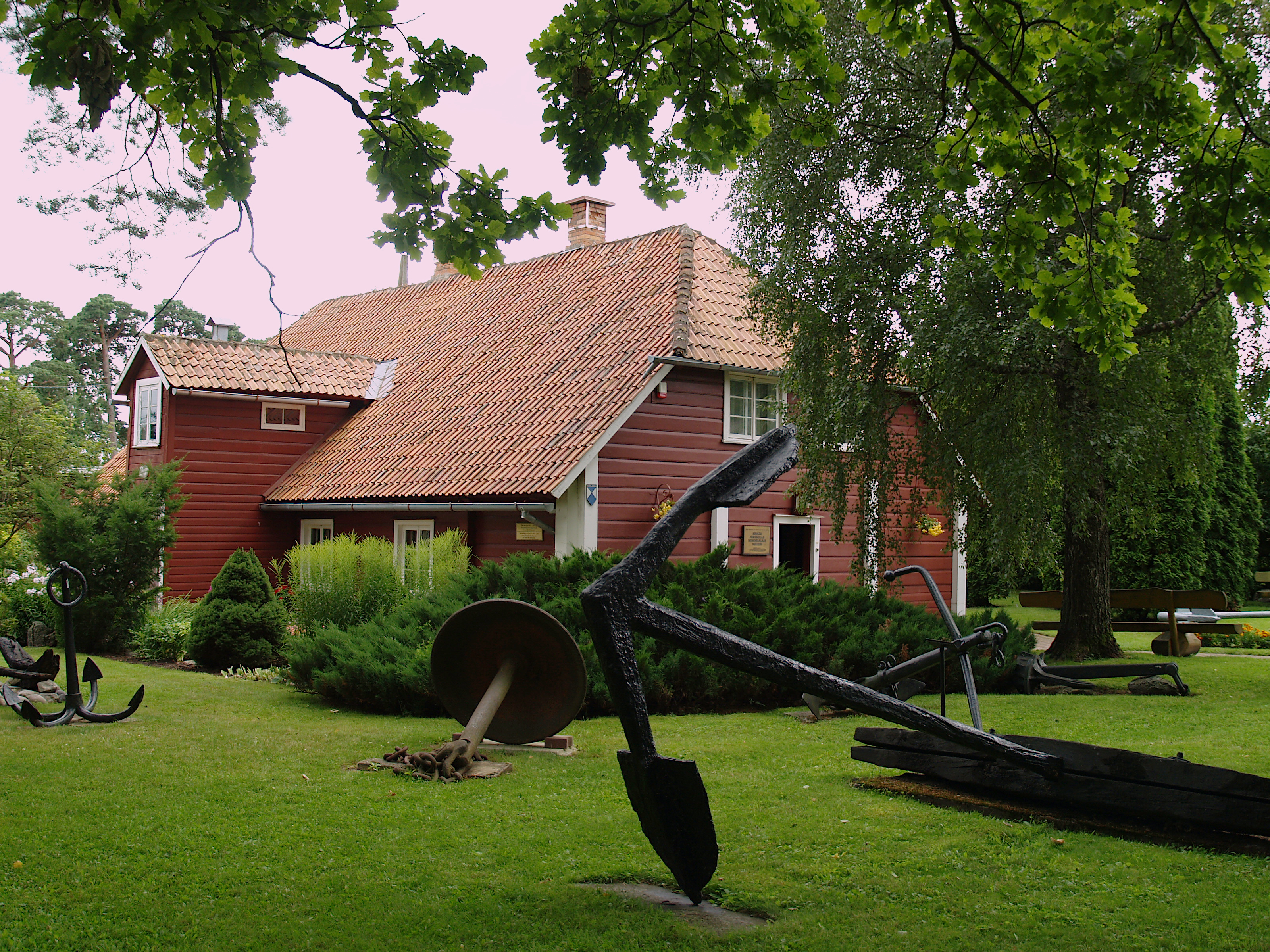
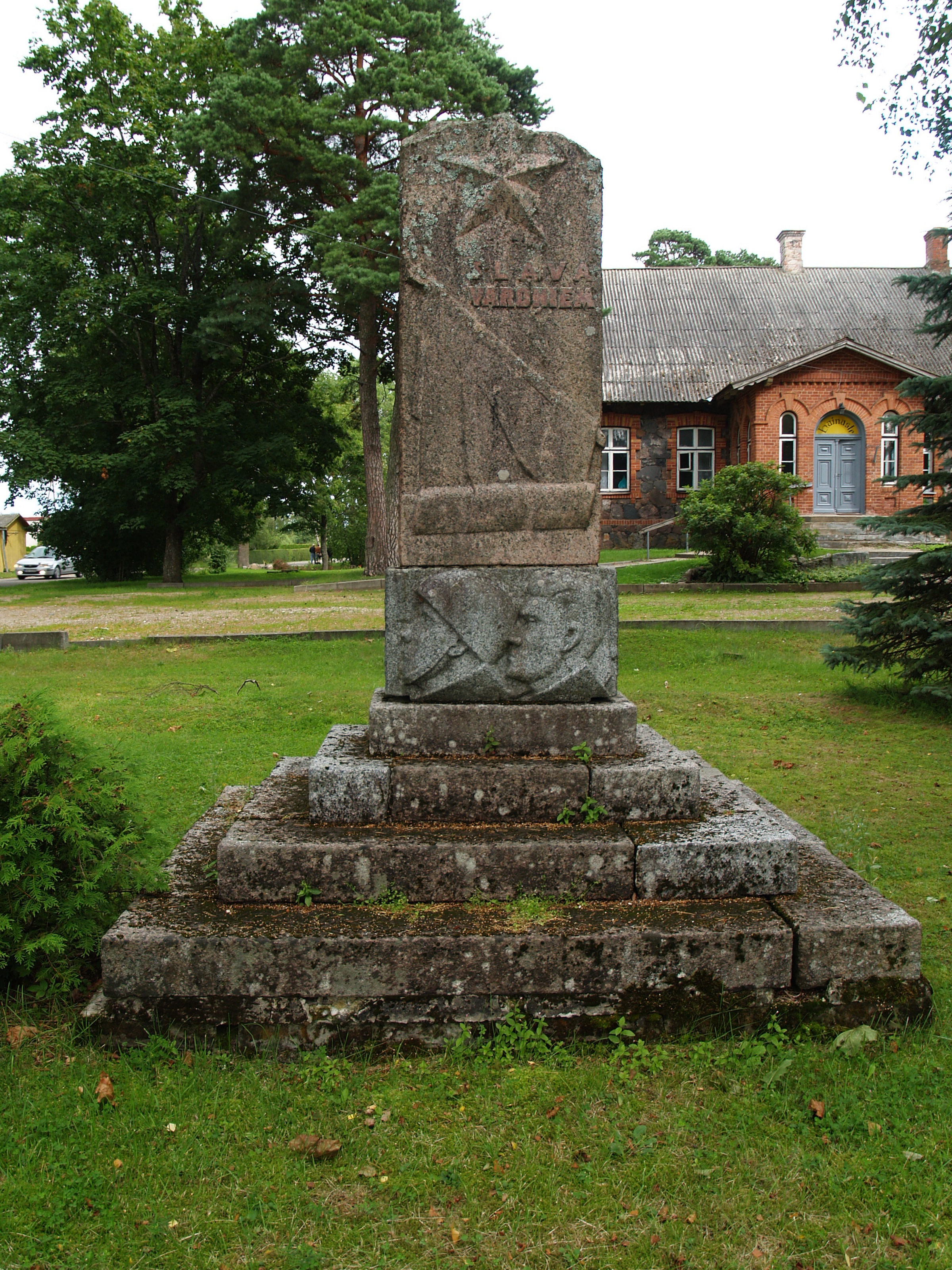
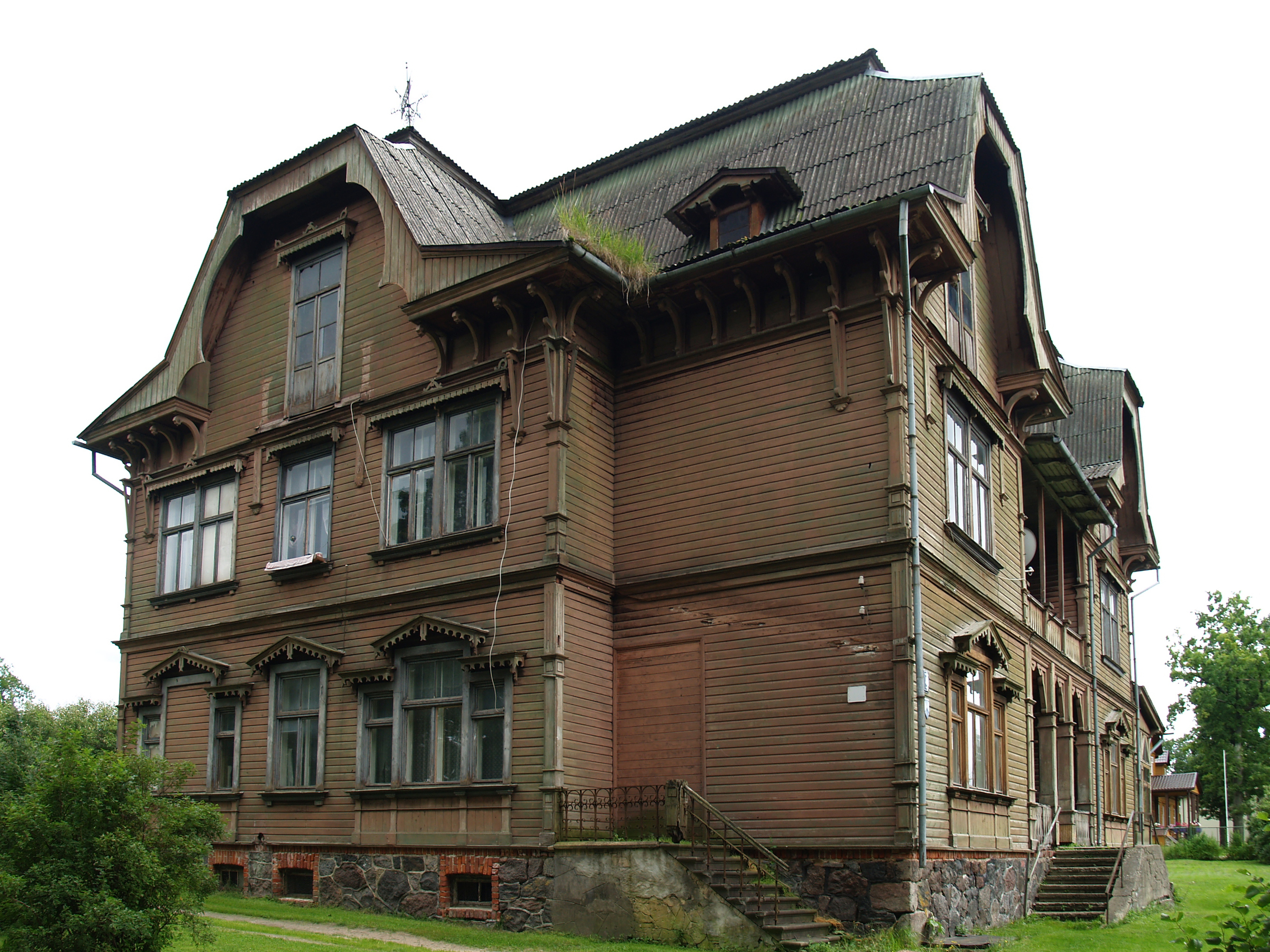
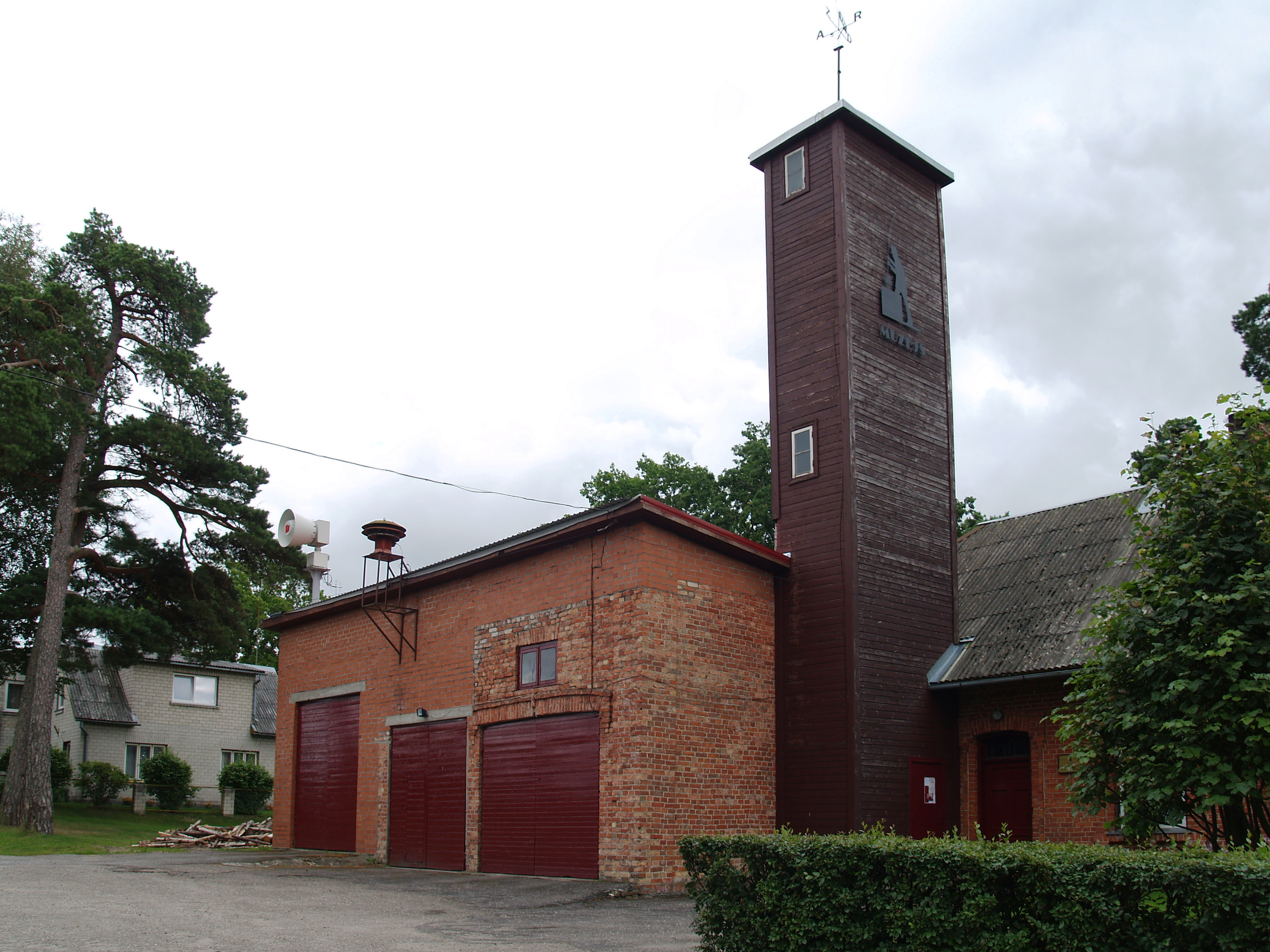

| Parámetros climáticos promedio de Ainaži (1961-1990 normals) | Parámetros climáticos promedio de Ainaži (1961-1990 normals) | Parámetros climáticos promedio de Ainaži (1961-1990 normals) | Parámetros climáticos promedio de Ainaži (1961-1990 normals) | Parámetros climáticos promedio de Ainaži (1961-1990 normals) | Parámetros climáticos promedio de Ainaži (1961-1990 normals) | Parámetros climáticos promedio de Ainaži (1961-1990 normals) | Parámetros climáticos promedio de Ainaži (1961-1990 normals) | Parámetros climáticos promedio de Ainaži (1961-1990 normals) | Parámetros climáticos promedio de Ainaži (1961-1990 normals) | Parámetros climáticos promedio de Ainaži (1961-1990 normals) | Parámetros climáticos promedio de Ainaži (1961-1990 normals) | Parámetros climáticos promedio de Ainaži (1961-1990 normals) | Parámetros climáticos promedio de Ainaži (1961-1990 normals) |
| Mes                                                          | Ene.                                                         | Feb.                                                         | Mar.                                                         | Abr.                                                         | May.                                                         | Jun.                                                         | Jul.                                                         | Ago.                                                         | Sep.                                                         | Oct.                                                         | Nov.                                                         | Dic.                                                         | Anual                                                        |
| ------------------------------------------------------------ | ------------------------------------------------------------ | ------------------------------------------------------------ | ------------------------------------------------------------ | ------------------------------------------------------------ | ------------------------------------------------------------ | ------------------------------------------------------------ | ------------------------------------------------------------ | ------------------------------------------------------------ | ------------------------------------------------------------ | ------------------------------------------------------------ | ------------------------------------------------------------ | ------------------------------------------------------------ | ------------------------------------------------------------ |
| Temp. máx. abs. (°C)                                         | 7.3                                                          | 10.8                                                         | 17.5                                                         | 23.0                                                         | 29.5                                                         | 32.4                                                         | 31.0                                                         | 30.8                                                         | 30.0                                                         | 22.0                                                         | 15.4                                                         | 9.0                                                          | 32.4                                                         |
| Temp. máx. media (°C)                                        | -2.3                                                         | -2.0                                                         | 1.9                                                          | 8.1                                                          | 15.1                                                         | 19.0                                                         | 20.5                                                         | 19.7                                                         | 15.4                                                         | 10.2                                                         | 4.6                                                          | 0.3                                                          | 9.2                                                          |
| Temp. media (°C)                                             | -5.2                                                         | -5.0                                                         | -1.6                                                         | 3.9                                                          | 10.2                                                         | 14.5                                                         | 16.5                                                         | 15.9                                                         | 11.8                                                         | 7.3                                                          | 2.2                                                          | -2.2                                                         | 5.7                                                          |
| Temp. mín. media (°C)                                        | -8.3                                                         | -8.3                                                         | -5.0                                                         | 0.3                                                          | 5.5                                                          | 9.8                                                          | 12.3                                                         | 11.8                                                         | 8.2                                                          | 4.4                                                          | -0.1                                                         | -5.2                                                         | 2.1                                                          |
| Temp. mín. abs. (°C)                                         | -35.1                                                        | -33.4                                                        | -28.3                                                        | -15.3                                                        | -4.7                                                         | -1.3                                                         | 2.7                                                          | 0.2                                                          | -4.6                                                         | -9.6                                                         | -18.7                                                        | -37.1                                                        | -37.1                                                        |
| Precipitación total (mm)                                     | 37                                                           | 25                                                           | 30                                                           | 35                                                           | 43                                                           | 54                                                           | 65                                                           | 76                                                           | 80                                                           | 70                                                           | 71                                                           | 55                                                           | 641                                                          |
| Días de precipitaciones (≥ 1.0 mm)                           | 10.0                                                         | 6.5                                                          | 8.0                                                          | 7.2                                                          | 7.3                                                          | 8.0                                                          | 9.1                                                          | 10.9                                                         | 12.2                                                         | 11.5                                                         | 13.2                                                         | 13.0                                                         | 116.9                                                        |
| Fuente: NOAA                                                 |                                                              |                                                              |                                                              |                                                              |                                                              |                                                              |                                                              |                                                              |                                                              |                                                              |                                                              |                                                              |                                                              |